# Municipio de Wellington (Minnesota)
El municipio de Wellington (en inglés: Wellington Township) es un municipio ubicado en el condado de Renville en el estado estadounidense de Minnesota. En el año 2010 tenía una población de 185 habitantes y una densidad poblacional de 1,97 personas por km².

## Geografía
El municipio de Wellington se encuentra ubicado en las coordenadas 44°35′32″N 94°41′59″O / 44.59222, -94.69972. Según la Oficina del Censo de los Estados Unidos, el municipio tiene una superficie total de 94.07 km², de la cual 93,96 km² corresponden a tierra firme y (0,12 %) 0,11 km² es agua.

## Demografía
Según el censo de 2010, había 185 personas residiendo en el municipio de Wellington. La densidad de población era de 1,97 hab./km². De los 185 habitantes, el municipio de Wellington estaba compuesto por el 95,68 % blancos, el 1,62 % eran afroamericanos, el 0,54 % eran asiáticos y el 2,16 % eran de una mezcla de razas. Del total de la población el 1,62 % eran hispanos o latinos de cualquier raza.